# 吳重雨
吳重雨（Chung-Yu Wu，1950年5月31日—），台灣嘉義縣人，電機工程學家，曾任國立交通大學校長。

## 學歷
吳重雨於1950年生於台灣嘉義縣東石鄉猿樹村，東石國小畢業。取得學位為1972年國立交通大學電子物理學士，1976年國立交通大學電子工程碩士，1980年國立交通大學電子工程博士，2002年加州大學柏克萊分校電機資訊博士後研究。

## 專長
吳重雨主要研究領域：
- 奈米電子與超大型積體電路。
- 包括混合訊號電路與系統設計。
- 生物晶片。
- 射頻積體電路及電腦輔助分析。

## 經歷
吳重雨於
1980年─1983年擔任國立交通大學電子工程系副教授，
1980年─1982年擔任國立交通大學半導體中心副主任，
1983年至今擔任國立交通大學電子工程學系教授，
1984年─1986年擔任美國波特蘭大學電機工程系副教授，
1986年─1989年擔任國立交通大學電子工程學系系主任，
1989年─1991年擔任國立交通大學電子工程系所所長，
1991年─1995年擔任國科會工程技術發展處處長，
1995年─1998年擔任國立交通大學研發長，
2002年─2006年擔任國立交通大學電機資訊學院院長，
2003年秋季擔任美國伊利諾大學香檳校區電機資訊工程系訪問教授，
2004年為美國伊利諾大學香檳校區國際教授，
2004年為傅爾布萊特計畫國際學者，
2004年擔任國立交通大學講座教授，
2007年─2011年擔任國立交通大學校長，
2008年起擔任台灣生醫電子工程協會理事長、國際創新創業協會理事長，
2008年起擔任國科會第二期奈米國家型科技計劃總主持人。

## 外部連結
- 國立交通大學吳重雨（页面存档备份，存于）
- 聯合報2007/02/02報導：交大新校長吳重雨 土產博士國外名校爭聘（页面存档备份，存于）
- 挑戰高解析視網膜晶片—交通大學校長吳重雨，科學人雜誌，2007年，第70期12月號。（页面存档备份，存于）

| 前任： 黃威（副校長暫代） | 國立交通大學校長 2007年—2011年 | 繼任： 吳妍華 |